# بافی قاتل خون‌آشام‌ها (فیلم)
بافی، قاتل خون‌آشام‌ها نام فیلمی آمریکایی ساخته سال ۱۹۹۲ در ژانر اکشن-کمدی-ترسناک می‌باشد. محور این فیلم بر پایه شخصیت اصلی آن یعنی «بافی سامرز» می‌گردد. این شخصیت اساس داستانی بسیاری از کمیک استریپهای دیگر آمریکایی را نیز تشکیل می‌دهد و در سریال فرشته نیز ظاهر می‌شود.